# Joseph William Trutch
Joseph William Trutch (ur. 18 stycznia 1826, zm. 4 marca 1904 w Taunton) – kanadyjski inżynier i polityk działający na przełomie XIX i XX w. związany w Kolumbią Brytyjską.
Trutch urodził się w Somerset w Anglii. Po ukończeniu studiów inżynierskich wyemigrował do USA, gdzie spędził 10 lat, a następnie osiadł na Wyspie Vancouver, gdzie pracował jako geodeta i budowniczy kolejowy. Wsławił się budową mostu Alexandra Bridge w Spuzzum i linii kolejowej droga kolejowa Carriboo. W 1861 włączył się w życie polityczne kolonii, wraz z wyborem do kolonialnej rady rządowej. Był zwolennikiem unii kolonii z Kanadą. W 1871 został powołany do trzyosobowej delegacji udającej się na negocjacje konfederacyjne od Ottawy. Po włączeniu Kolumbii Brytyjskie do Kanady jako szóstej prowincji został mianowany jej pierwszym gubernatorem porucznikiem. Po śmierci swej ukochanej żony w 1895 powrócił do Anglii.